# Estadio Morelos
Estadio Morelos – stadion piłkarski w Morelii, w Meksyku. Nosi imię José Maríi Morelosa. Może pomieścić 38 869 widzów. Swoje spotkania rozgrywa na nim drużyna Monarcas Morelia. Obiekt został otwarty 9 kwietnia 1989 roku, zastępując Estadio Venustiano Carranza, na którym do tej pory grał Monarcas. Stadion był jedną z aren piłkarskich Mistrzostw Świata U-17 2011. Rozegrano na nim sześć spotkań fazy grupowej, jeden mecz 1/8 finału oraz jeden ćwierćfinał turnieju.